# Djurslandmotorvejen
Der 17,9 km lange Djurslandmotorvejen (deutsch: Djurslandautobahn) ist eine dänische Autobahn nördlich der Stadt Aarhus. Sie verbindet die Autobahn E 45 (Nordjyske Motorvej) mit der großenteils als Autostraße (Motortrafikvej) ausgebauten P 15 von Aarhus nach Grenaa.

## Verlauf

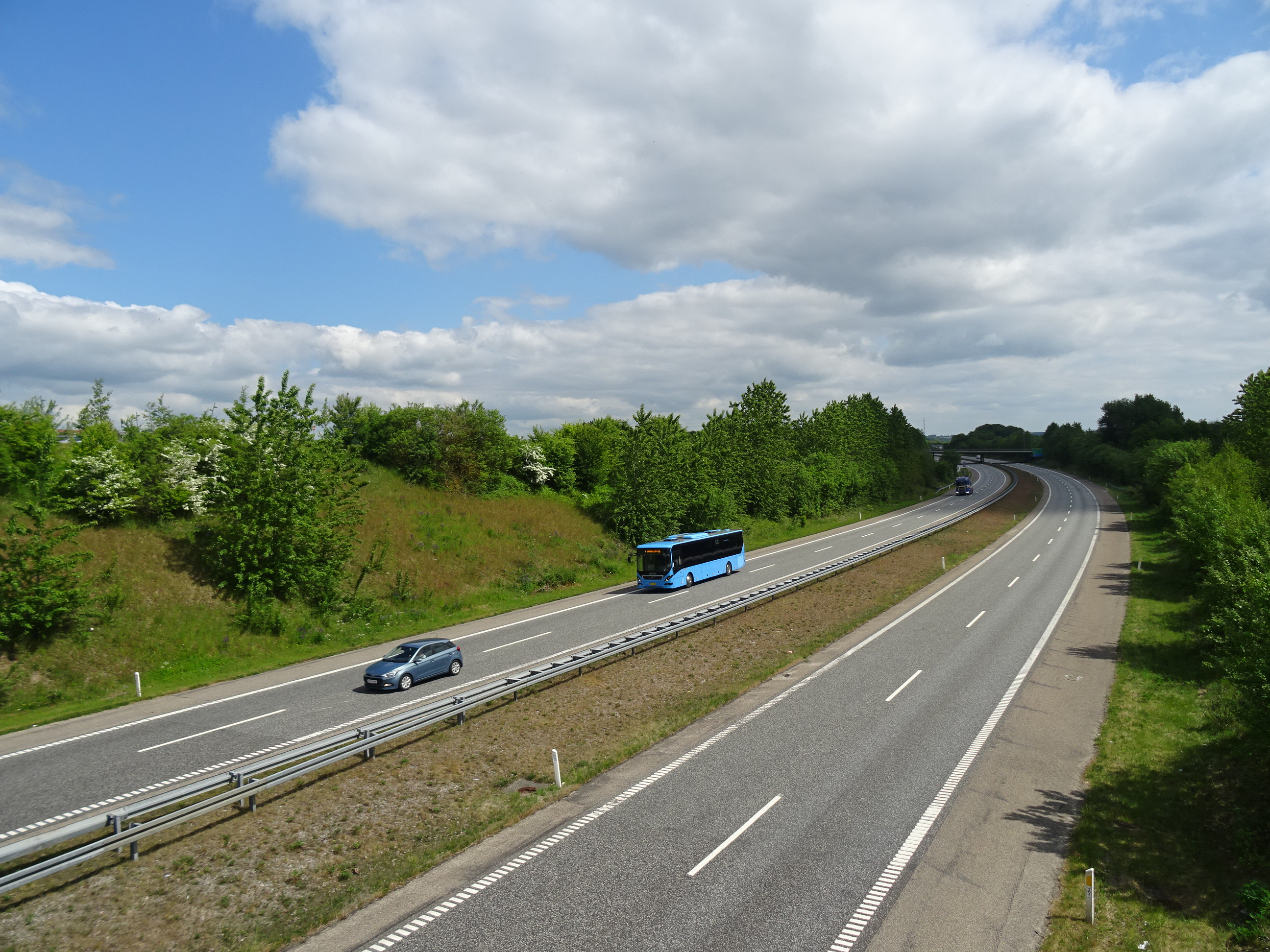
Die Autobahn bei Lisbjerg

Die intern als M72 bezeichnete Autobahn beginnt im Osten mit dem Anschluss 15 an der von Grenaa kommenden Autostraße Primærrute 15 und nimmt deren Nummerierung auf, während der frühere Verlauf der P 15 die Bezeichnung S 505 trägt. Sie führt südlich an Lystrup vorbei und umgeht Aarhus im Norden bis zu ihrem Anschluss an die Autobahn Nordjyske Motorvej am Abzweig Motorvejskryds Aarhus N.

## Geschichte
Der erste Abschnitt der Autobahn (Umgehung von Skødstrup) wurde 1978 eröffnet. Die Verbindung zur Nordjyske Motorvej folgte erst zwischen 2008 und 2010.